# Фламандское восстание (1302)
Фламандское восстание — общенациональное восстание фламандцев против господства Франции в 1302 году.

## Предпосылки
В XIV веке происходила ожесточенная борьба Англии и Франции. Для этого использовались различные методы, как военные и политические, так и экономические. Франция побуждала ирландцев к борьбе за независимость, тем самым планируя ослабить влияние Англии в Западной Европе. Однако Англия нашла достойный ответ и вынудила фламандцев, подчинённых французам, подняться на освободительную войну экономической хитростью. Дело в том, что многочисленные фламандские суконщики получали сырьё из Англии, которая славилась овечьей шерстью. Поставки шерсти были прекращены, что поспособствовало безработице. Тогда же англичане провели антифранцузскую агитацию и ряд подкупов среди фламандцев. 
Французский король Филипп IV Красивый завоевал Фландрию в начале XIV столетия Отныне Фландрия составляла лишь одну из королевских провинций, она была включена в земли французской короны. Однако, Филипп, заняв Фландрию, не сумел удержать ее за собой. Его политика натолкнулась на серьезную оппозицию – прежде всего, сопротивление городов.
Неизбежный ход событий, приведших к всеобщему недовольству и мятежу, ускорила неумелая политика наместника, которого Филипп поставил во главе Фландрии, Жака де Шатийона. По словам историка А. Пиренна, "во Фландрии, где бюргерство было всем, он желал управлять при помощи феодалов". Народ увидел, что результатом французского завоевания было лишь усиление в городах господства патрициев, а в сельских местностях – господства рыцарей. Попытки вечно нуждающегося в деньгах короля собрать дополнительные налоги с городских общин лишь обострили конфликт, т.к. патрициат перенес всю тяжесть поборов на ремесленников. Восстание оказалось неизбежным. Буржуазия Фландрии была патриотически настроена, поэтому восстание против французских феодалов возглавил союз фламандских городов, далеко в своём развитии опередивших французские.

## Брюггская заутреня
В 1302 году в городе Брюгге накануне Пасхи был запланирован бунт. Каждый, кто не мог чисто произнести по-фламандски «schild en vriend», что означает «щит и друг», должен был умереть. Во главе мятежников встал ткач П. Конинк. В ночь с 17 на 18 мая в городе началась резня, были убиты 4000 человек, не только французы, но и иностранцы, которых отличали по произношению. Эти события получили название «Брюггская заутреня». Во Фландрии началась охота на французов . Руководители восстания собрали ополчение и обратились к другим фламандским городам с просьбой о помощи. Ответили им все, кроме Гента, оставшегося верным королю. Собравшуюся армию возглавили Гийом де Жюлье и его дядя Ги Намюрский, внук и младший сын Ги де Дампьера, графа Фландрского, находившегося в заключении во Франции. 

## Битва при Куртре
Мятежники осадили французскую крепость Куртре (нидерл. Kortrijk, фр. Courtrai), решив победить или умереть. Они заняли позицию за небольшим, но глубоким ручьём Гренинген, окружённом болотами. По местности было разбросано множество ловушек и волчьих ям, установленных тут французами. 11 июля фламандские силы были разделены на два отряда. Больший отряд, вооружённый алебардами и пиками, выстроился тремя батальонами в восемь рядов вдоль северного берега ручья и создавал заслон для Куртрэ, меньший отряд скрылся в тылу как резервный. Его возглавил Иоганн фон Ренессе, опытный рыцарь фламандского происхождения. Тем временем к осаждённой крепости подоспели силы французов, возглавляемые графом Робертом II д’Артуа. Согласно «Гентским анналам», граф Роберт II д`Артуа позволил своим войскам грабить окрестности Куртрэ, при этом французы не щадили ни женщин, ни детей, ни больных, обезглавили и изуродовали статуи святых в церквях, чтобы «показать свою жестокость и устрашить фламандцев». Однако это вполне может быть художественным преувеличением. На самом деле французский командующий был занят разведкой фламандских приготовлений к будущему сражению. В частности, как показывают его счета, он купил у некого Пьера л’Оррибля (вероятно, псевдоним – "Пьер Ужасный") план фламандских рвов. 
Первоначально он побоялся атаковать противника, но желание помочь осаждённым было велико, и это заставило его пойти в атаку. Сперва превосходящие по качеству и количеству французские лучники и арбалетчики обстреляли врага. Это нанесло большие потери фламандцам, и Иоганн фон Ренессе приказал покинуть берег реки и отступить в тыл. Однако, как только рыцари французов, одетые в броню, на конях, переправились через ручей и застряли в болотах, фламандские войска их атаковали. Именно в этом сражении фламандское ополчение применило свое уникальное оружие - годендаг, отличающееся свой дешевизной.  Дубина с палицей годендага дробила кости врагов, а недлинное и массивное древко было эффективно при колющем ударе. Импровизированное копьё хорошо пробивало латы и кольчуги. Это был один из ранних примеров победы городского ополчения в битве против феодальной конницы. Войска Иоганна фон Ренессе перешли в контратаку. Лишь небольшой отряд рыцарей, в том числе и Роберт II д’Артуа, добрался до небольшого участка суши в тылу фламандцев и приготовился к обороне. Подоспевший резерв фламандцев быстро перебил их. Погиб и Роберт II д'Артуа. Битва завершилась победой Фландрии. Крепость Куртрэ пала.
Фламандцы гордились своей победой. Они были рады тому, что сняли с убитых рыцарей 700 золотых шпор. В народе это сражение долго называлось «битвой золотых шпор».

## Последствия
После поражения при Куртре французские силы были временно ослаблены. Однако уже в 1304-том году, нанеся ряд поражений восставшим, французы вынудили последних подписать невыгодный мирный договор, который гласил, что Фландрия по прежнему остаётся в вассальной зависимости от Франции и выплачивает значительные репарации. В дальнейшем, франко-фламандское противостояние стало частью масштабного англо-французского конфликта, переросшего позднее в Столетнюю войну.